# Coelichneumon singularis
Coelichneumon singularis är en stekelart som först beskrevs av Berthoumieu 1892.  Coelichneumon singularis ingår i släktet Coelichneumon och familjen brokparasitsteklar. Inga underarter finns listade i Catalogue of Life.